# Phrynomedusa marginata
Phrynomedusa marginata é uma espécie de anfíbio anuro da família dos filomedusídeos (Phyllomedusidae) endêmica do Brasil.

## Distribuição e habitat
Phrynomedusa marginata pode ser encontrado no município de Santa Teresa no estado do Espírito Santo, que é sua localidade tipo, nos municípios de Teresópolis e Parati no estado do Rio de Janeiro, e no município de Ubatuba no estado de São Paulo. Ocorre em riachos de pouca correnteza de 200 a 800 metros de altitude no bioma da Mata Atlântica em áreas de florestas primária e secundária, mas não em área aberta.

## Ecologia
Phrynomedusa marginata é dificilmente avistado e, quando ocorre, é em baixa densidade. Devido à falta de estudos populacionais, é difícil determinar a tendência populacional. Se reproduz em riachos ou braços de riachos de pouca correnteza e coloca a desova fora d'água, sobre troncos e rochas, onde as larvas de desenvolvem. A principal ameaça à continuidade da espécie é a redução e desconexão do habitat devido ao desmatamento à conversão da vegetação nativa em áreas agrícolas, urbanização e queimadas.

## Conservação
Por sua tolerância à degradação de habitat e sua ampla distribuição, foi classificado como pouco preocupante na Lista Vermelha da União Internacional para a Conservação da Natureza (UICN / IUCN). Ocorre na área abrangida pelo Plano de Ação Nacional para a Conservação das Espécies Aquáticas Ameaçadas de Extinção da Bacia do Rio Paraíba do Sul (São Paulo, Rio de Janeiro e Minas Gerais) de 2012 e o Plano de Ação Nacional para a Conservação da Herpetofauna do Sudeste da Mata Atlântica de 2015, organizados pelo Instituto Brasileiro do Meio Ambiente e dos Recursos Naturais Renováveis (IBAMA) e o Instituto Chico Mendes de Conservação da Biodiversidade (ICMBio). Em 2005, foi classificado como em perigo na Lista de Espécies da Fauna Ameaçadas do Espírito Santo; em 2014, foi listada com a rubrica de "dados insuficientes" no Livro Vermelho da Fauna Ameaçada de Extinção no Estado de São Paulo; e na Portaria MMA N.º 444 de 17 de dezembro de 2014; e em 2018, também sob a rubrica de "dados insuficientes" no Livro Vermelho da Fauna Brasileira Ameaçada de Extinção do ICMBio.